# Surt (mitologia)
|  | Per a altres significats, vegeu «Surtur (satèl·lit)». |

Surt (en norrè Surtr, "el Negre") és, segons la mitologia nòrdica, un ètun una mena de gegant, no pas per la talla, però sí per la força sobrehumana, que resideix a Múspel. Apareix mencionat a l'Edda poètica i a l'Edda prosaica com un dels protagonistes del Ragnaroc on, brandant la seva espasa lluminosa, anirà a la guerra contra els ansos i s'enfrontarà a Freire, el déu de la fertilitat.